# Бастијанели (Тренто)
Бастијанели је насеље у Италији у округу Тренто, региону Трентино-Јужни Тирол.
Према процени из 2011. у насељу је живело 66 становника. Насеље се налази на надморској висини од 461 м.